# Taffuh
Taffuh, en arabe : تفّوح,  est une ville du gouvernorat de Hébron en Palestine, situé à 5 km au nord-ouest de Hébron, au sud-ouest de la Cisjordanie.
Selon le recensement du bureau central palestinien des statistiques, la localité compte une population de 15 800 habitants en 2017.